# Five Nights at Freddy's 3
(Tagline del trailer)
Five Nights at Freddy's 3, spesso abbreviato in FNaF 3, è un videogioco survival horror punta e clicca della serie Five Nights at Freddy's sviluppato e pubblicato da Scott Cawthon il 2 marzo 2015 su Steam per Microsoft Windows. Un port del videogioco è stato pubblicato per Android e iOS rispettivamente il 7 e il 12 marzo 2015. Nel 2019 la versione mobile di Five Nights at Freddy's 3 è stata aggiornata per eguagliare quella su PC, mentre il 29 novembre 2019 un port del gioco è stato pubblicato su Xbox One, Nintendo Switch e PlayStation 4.
Narra le vicende di un'anonima guardia notturna appena assunta al "Fazbear's Fright", che è costretta a difendersi, durante il suo turno, da un animatrone decrepito chiamato Springtrap, nel mentre che soffre di allucinazioni per mancanza di ossigeno.
Il videogioco ha ricevuto reazioni miste da parte della critica, venendo elogiate le nuove meccaniche rispetto i capitoli precedenti, ricevendo pareri misti riguardo la trama e l'atmosfera e venendo criticati i jumpscare.

## Trama
Ambientato trent'anni dopo gli eventi del primo gioco, il giocatore assume il ruolo di un dipendente di recente assunto al "Fazbear's Fright", un'attrazione a tema horror basata sui misteri irrisolti della Freddy Fazbear's Pizza, costruita utilizzando accessori recuperati dai ristoranti originali. Tra gli accessori ci sono anche diverse audiocassette registrate da Ralph anni prima. Dopo la prima notte, lo staff dell'attrazione ritrova un vecchio animatrone deteriorato, chiamato "Springtrap" e lo espongono, mettendo in pericolo la guardia notturna.
Con il passare delle notti, il giocatore ascolta le audiocassette che istruiscono i dipendenti su come azionare le tute con "serrature a scatto", indossabili sia dagli endoscheletri che dagli umani. I nastri parlano anche di una "stanza sicura", dove gli intrattenitori sono invitati ad andare in caso di incidenti con le serrature a scatto. La stanza sicura è nascosta ai clienti e invisibile per gli animatroni, e non è inclusa nel layout della mappa digitale programmata nelle telecamere di sicurezza. Tuttavia, le registrazioni successive scoraggiano l'uso delle tute a seguito di uno sfortunato incidente nella "sede gemella". L'ultima registrazione infine afferma che le "stanze sicure" verranno sigillate per motivi ignoti. Tra una notte e l'altra, il giocatore potrà giocare a diversi minigiochi in stile Atari. Nelle prime quattro notti, uno ad uno, i robot vagano nel locale seguendo una figura misteriosa fino alla stanza sicura a loro inaccessibile e vengono smontati dalla stessa figura viola di Five Nights at Freddy's 2. In quello della quinta notte, i fantasmi dei cinque bambini che possedevano gli animatroni mettono all'angolo l'assassino, che tenta di proteggersi nascondendosi in nella tuta di Spring Bonnie. Tuttavia, le serrature si attivano e l'uomo viene ucciso mentre i bambini svaniscono. In specifiche notti, il giocatore può accedere a dei minigiochi in stile Atari segreti in cui si recuperano le varie anime dei bambini sparse. Alla quinta notte, se recuperati tutti e 4, si potrà festeggiare il compleanno del 5° bambino, che indosserà la maschera di Golden Freddy e andrà in pace insieme a tutti gli altri.
Il videogioco ha due finali che variano a seconda se il giocatore abbia trovato e completato tutti i minigiochi segreti. Nel "finale negativo" vengono mostrate le teste delle tute di Freddy, Bonnie, Chica, Foxy e Golden Freddy con un occhio illuminato. In quello "positivo" invece le teste sono spente, implicando che le anime dei bambini siano state finalmente liberate. Al termine della sesta notte, un ritaglio di giornale rivela che il Fazbear's Fright è stato distrutto in un incendio subito dopo gli eventi del gioco e che tutti gli oggetti recuperabili dall'attrazione devono essere messi all'asta. Tuttavia, aumentando la luminosità dell'immagine sarà possibile vedere Springtrap sullo sfondo, confermando che è sopravvissuto all'incendio.

## Modalità di gioco

Schermata dal videogioco che mostra una parte dell'ufficio dove si svolge la maggior parte del gioco

Five Nights at Freddy's 3 è un videogioco survival horror punta e clicca. Il giocatore controlla una guardia notturna dell'attrazione a tema horror "Fazbear's Fright" e l'obiettivo è ancora una volta quello di sopravvivere a una settimana di turni notturni da mezzanotte alle 6:00 del mattino senza essere ucciso dall'animatrone che vaga per l'attrazione.
Al contrario dei precedenti capitoli, Five Nights at Freddy's 3 presenta solo un animatrone che può attaccare fisicamente il giocatore, ovvero Springtrap, che cercherà di tutti in modi di entrare nell'ufficio del giocatore e ucciderlo. Freddy, Chica, Foxy e alcuni altri personaggi del secondo capitolo ritornano come "allucinazioni" che non possono attaccare direttamente il giocatore, ma possono ostacolare gli sforzi per sopravvivere, danneggiando il sistema di ventilazione che deve a sua volta essere riparato dal giocatore.
Il giocatore non può abbandonare l'ufficio e non ha alcuna difesa contro Springtrap, potendo soltanto allontanarlo. Deve quindi monitorare due sistemi di telecamere di sicurezza separati sulla destra, uno per le stanze e uno per i condotti di ventilazione, al fine di tracciare i movimenti di Springtrap. Il giocatore può anche chiudere, uno alla volta, i condotti di ventilazione per impedire al nemico di procedere. Nel sistema delle telecamere, per tenere Springtrap lontano dall'ufficio, il giocatore deve anche usare il sistema audio per simulare la voce di un bambino e attirare l'animatrone in un'altra stanza. Inoltre, il giocatore deve controllare lo stato di tre sistemi operativi: telecamere, ventilazione e audio. L'uso eccessivo delle telecamere e dell'audio causerà errori ai sistemi, che dovranno essere riavviati con il pannello alla sinistra. In questo lasso di tempo, il giocatore è completamente vulnerabile al robot. Se il sistema di ventilazione è danneggiato, le allucinazioni dei nemici dei videogiochi precedenti incominceranno ad apparire più spesso e la visione del giocatore peggiorerà.
Se il giocatore riceve un jumpscare da un'allucinazione, uno dei sistemi verrà danneggiato. Se Springtrap riesce a entrare nell'ufficio, il giocatore verrà ucciso, causando un game over. Il videogioco è diviso in livelli chiamati "notti", che durano diversi minuti reali e aumentano di difficoltà gradualmente. Alla fine di ogni notte, il giocatore giocherà a un videogioco in stile Atari che illustra le origini di Springtrap. Completando tutte e cinque le notti, si sbloccherà una sesta notte ancora più impegnativa. Durante la modalità di gioco sono nascosti per la mappa di gioco altri minigiochi in stile Atari segreti di genere a piattaforme che sono necessari per sbloccare il "finale positivo" del gioco. Una volta completata la sesta notte, sbloccherà il menu dei cheat, che include un radar, una modalità "aggressiva" e la capacità di rendere le notti più veloci.

## Personaggi

### Umani
- Guardia notturna: È il protagonista anonimo del gioco. Deve sorvegliare l'edificio durante la notte.[3] La sua identità potrebbe essere quella di Michael Afton o di Henry Emily.[2]
- "Phone Dude": È un dipendente del Fazbear Frights. Contatta la guardia notturna durante le prime due notti, avvisandolo della scoperta di Springtrap.[4]
- Ralph o Phone Guy: Era un dipendente della Fazbear Entertainment, deceduto nel primo capitolo. È possibile ascoltare delle sue vecchie registrazioni dalla seconda notte in poi in cui spiega il funzionamento delle "serrature a scatto".[2]

### Animatroni
- Springtrap: è l'antagonista principale del gioco, infatti è l'unico a poter uccidere il giocatore. È un coniglio di colore giallastro privo di gran parte dell'orecchio destro, pieno di scuciture e strappi su tutto il corpo, al cui interno si trova il cadavere decomposto di William Afton, l'assassino apparso nei minigiochi del precedente capitolo.[4][11] Ha due modi per attaccare il giocatore, dalla porta sinistra o dal condotto di ventilazione destro che arriva direttamente nell'ufficio. È in grado di muoversi quando vuole grazie allo statico delle telecamere e ogni tanto passerà dai condotti per arrivare all'ufficio. Per contrastarlo lo si dovrà attirare in stanze lontane dall'ufficio facendo suonare il sistema audio nelle stanze vicine a lui.[12] Si attiva dalla seconda notte.
- Phantom Balloon Boy: è una variante bruciata di Balloon Boy senza il cartello e il palloncino.[11] Se si vede un suo primo piano nelle telecamere, il giocatore deve cambiare telecamera, ma se è troppo lento, Phantom Ballon Boy entrerà nel ufficio e attaccherà il giocatore, causando un errore di ventilazione.[12]
- Phantom Foxy: è una variante bruciata di Withered Foxy, ma privo di parte del braccio destro.[11] Apparirà casualmente in piedi nel lato sinistro dell'ufficio e il suo attacco causerà un errore del sistema di ventilazione. Per evitarlo, appena il giocatore lo avrà notato dovrà voltarsi subito verso il pannello delle telecamere e aprirlo.[12]
- Phantom Freddy: è una variante bruciata di Withered Freddy, senza l'orecchio sinistro e parte della gamba destra.[11] Ogni tanto passerà davanti al giocatore presso la finestra di vetro. Se lo si osserverà per troppo tempo mentre passa attraverso la vetrata, si abbasserà per poi attaccare, causando un errore al sistema di ventilazione. Per evitare l'attacco, bisogna ignorarlo guardando il pannello delle telecamere.[12]
- Phantom Chica: è una variante bruciata di Chica[11], la quale apparirà nell'ufficio causando un errore di ventilazione quando nelle telecamere la sua faccia diventerà visibile in una macchina arcade della camera 07. Il suo jumpscare si può evitare se si cambia telecamera molto rapidamente.[12]
- Phantom Mangle: è una variante bruciata di Mangle[11] che comparirà davanti alla vetrata dell'ufficio dopo la sua apparizione in una delle stanze, causando un segnale radio distorto per qualche secondo se non si cambia la telecamera in fretta. Non attaccherà direttamente il giocatore ma il segnale radio risulterà come errore al sistema audio.[12]
- Phantom Puppet: è una variante bruciata di Puppet[11] che apparirà nell'ufficio dopo averlo visto nella camera 8, con l'unica differenza che non attaccherà il giocatore, però coprirà la visuale per qualche secondo, impedendo al protagonista di fare qualsiasi cosa e agendo così da diversivo per impedire al giocatore di tenere d'occhio Springtrap. Tuttavia, a differenza degli altri nemici, non causa errori ai sistemi.[12]

## Sviluppo
Nel gennaio 2015, dopo meno di tre mesi dalla pubblicazione di Five Nights at Freddy's 2, un teaser venne caricato sul sito web di Scott Cawthon, annunciando l'arrivo di un terzo capitolo della serie. Sempre nello stesso periodo, Cawthon implementò una risposta automatica al suo indirizzo mail, confermando lo sviluppo del terzo capitolo e per chiedere ai fan di non fargli domande sul videogioco. Poco tempo dopo, venne pubblicata una seconda immagine, raffigurante gli animatroni Toy del secondo capitolo apparentemente demoliti. Sono seguite varie immagini teaser, finché il 26 gennaio 2015 non venne pubblicato un trailer.

### Distribuzione
Una demo di Five Nights at Freddy's 3 è stata consegnata il 1º marzo ad alcuni Youtuber e il giorno completo è stato pubblicato il giorno seguente per Microsoft Windows su Steam. Una versione per Android è stata pubblicata il 6 marzo, seguita da una per iOS il 12 marzo. La versione mobile è stata aggiornata nel corso del 2019 e un port per Nintendo Switch, PlayStation 4 e Xbox One è stato pubblicato il 29 novembre 2019.

## Accoglienza
| Testata                              | Versione | Giudizio |
| ------------------------------------ | -------- | -------- |
| Metacritic (media al 25 giugno 2025) | PC       | 68/100   |
| Destructoid                          | PC       | 6,5/10   |
| Gamezebo                             | Android  | 90/100   |
| Nintendo Life                        | NS       | 5/10     |
| PC Gamer                             | PC       | 77/100   |
| TouchArcade                          | MOB      | 4/5      |

Five Nights at Freddy's 3 ha ricevuto reazioni "miste o medie" su Metacritic.
Le meccaniche e la modalità di gioco sono state elogiate. Omri Petitte di PC Gamer e Nic Rowen di Destructoid hanno elogiato il nuovo sistema per le telecamere, trovandolo molto più utile dei precedenti capitoli. Mitch Vogel di Nintendo Life ha affermato che la modalità di gioco fosse molto più semplice degli altri giochi della saga, affermando che sia più "un gioco basato sulle abilità (del giocatore)". Anche Nadia Oxford di Gamezebo ha trovato il videogioco più semplice degli altri due. La critica ha anche elogiato Springtrap. Rowen di Destructoid ha apprezzato la sua inclusione, sostenendo che le meccaniche rielaborate solo per lui hanno reso il gioco "di gran lunga più tecnicamente competente e meccanicamente soddisfacente". Shaun Musgrave di TouchArcade lo ha descritto come il "più intelligente e agghiacciante antagonista della serie finora", evidenziando la sua imprevedibilità. Petitte e Vogel hanno avuto opinioni diverse sulla difficoltà del gioco, il primo ha affermato che il Five Nights at Freddy's 3 sia molto intenso e costantemente gli ha dato paranoia, mentre Vogel ha pensato che l'uso di un solo animatrone abbia reso il gioco molto più semplice.
L'atmosfera ha ricevuto pareri contrastanti. Petitte ha sostenuto che il videogioco sia stato presentato bene e ha elogiato l'aspetto di Springtrap, ma ha trovato le allucinazioni poco uniche e col tempo diventavano ripetitive, un'opinione condivisa con Rowen e Vogel. Vogel ha affermato che le allucinazioni erano completamente superflue e le ha considerate un aspetto horror molto debole. Anche la trama ha ricevuto pareri contrastanti. Rowen ha criticato il gioco per aver aggiunto "più strati contorti alla trama senza offrire spiegazioni reali" e ha descritto i minigiochi segreti come un "lavoro da sbrigare", offuscando il resto del gioco. Al contrario, Oxford ha affermato che Scott Cawthon abbia "dimostrato il suo talento" con questo capitolo, sia in lato di scrittura che nel character design, e che sia "un'ottima conclusione" per la serie.

## Eredità
Il personaggio di Springtrap, con il design introdotto in questo capitolo, è stato aggiunto in Dead by Daylight il 17 giugno 2025.